# Бекман Яків Миколайович
Я́ків Микола́йович Бе́кман (5 жовтня (17 жовтня) 1836, Зіньків, нині — Полтавська область — 18 жовтня (30 жовтня) 1863, Самара, Російська імперія) — український революційний діяч, організатор Харківського таємного товариства.
Закінчив полтавську гімназію, навчався у Харківському університеті.
1856 року створив таємне студентське товариство, що ставило за мету змінити революційним шляхом політичний устрій Росії.
1858 року був виключений з університету.
1859 року Бекман разом з кількома іншими членами товариства переїхав до Києва, де вони продовжували свою діяльність, поширюючи ідеї Герцена, Чернишевського і Шевченка. 1860 року Бекман був заарештований і засланий до Вологодської губернії. Згодом Бекман вступив до революційної організації «Земля і воля».
1862 року Яків Бекман був вдруге заарештований за пропаганду насильницького повалення самодержавства в Росії та надання Україні автономії.
Засланий до Самари, де й помер у 1863 році.